# 붓다의 눈물
붓다의 눈물(Tears of Buddha)은 엘리엇 홍이 감독하고 촬영 감독 러스 킹스턴이 촬영한 1973년 다큐멘터리 영화이다.

## 개요
1972년 가을 대한민국에서 열린 민속 예술 축제, 경쟁 게임, 종교 의식, 농장, 마을, 고대 사당에 대한 탐구.

## 같이 보기
- 1973년 미국 영화 목록